# María Farnesio
María Catalina Farnesio (en italiano, Maria Caterina Farnese; Parma, 18 de febrero de 1615-Sassuolo, 25 de julio de 1646) fue una noble italiana, miembro de la Casa de Farnesio. Fue duquesa de Módena y Reggio como la primera esposa de Francisco I de Este, duque de Módena y Reggio. En algunas fuentes se la conoce simplemente como María Farnesio.

## Biografía
Nacida en Parma como el sexto hijo y la segunda hija de Ranuccio I Farnesio y de Margarita Aldobrandini. Su hermano mayor, Eduardo Farnesio, fue más tarde duque de Parma. Su madre era Margarita Aldobrandini, hija de Olimpia Aldobrandini, que a su vez, fue miembro de la Casa de Aldobrandini de Roma, y la única heredera de la fortuna de la familia.
Ella fue propuesta como novia del rey Carlos II de Inglaterra, pero los planes de matrimonio nunca se materializaron y Carlos a su vez se casó con Catalina Enriqueta de Braganza.

## Matrimonio y descendencia
Se casó en Parma, el 11 de enero de 1631, con Francisco I, duque de Módena y Reggio, hijo de Alfonso III de Este y de su esposa, Isabel de Saboya. Tuvieron 9 hijos:
- Alfonso (1632), murió en la infancia.
- Alfonso IV (1634-1662), sucesor de su padre.
- Isabel (1635-1666), casada con su primo, Ranuccio II Farnesio.
- Leonor (1639-1649), murió en la infancia.
- Teobaldo (1640-1643), murió en la infancia.
- Almerigo (1641-1660).
- Leonor (1643-1722), fue religiosa.
- María (1644-1684), casada con su primo, Ranuccio II Farnesio, viudo de su hermana.
- Teobaldo (1646), murió en la infancia.

María murió el 25 de junio de 1646, después de haber dar a luz a su último hijo. Murió en el Palacio ducal de Sassuolo, en las afueras de Módena, la residencia de verano de los duques de Módena.
Su sobrino, Ranuccio II Farnesio, duque de Parma, se casó con dos de las hijas de María Catalina: Isabel en 1664, y María en 1668. Isabel murió al dar a luz como su madre.
Su marido volvió a casarse dos veces; en primer lugar con la hermana de María, Victoria Farnesio, en 1648, y luego con Lucrecia Barberini, que fue la madre de Reinaldo III de Este, duque de Módena.